# Jozef Pozdech
Jozef Pozdech (Hrnčiarovce nad Parnou, 23 febbraio 1811 – Budapest, 22 luglio 1878) è stato un patriota, inventore e fonditore di campane slovacco.

## Biografia
Imparò il mestiere di fabbro e in seguito si specializzato nella produzione di campane e, dopo l'incendio della sua officina nel paese natale, divenne il proprietario di una fonderia di Budapest. Migliorò la produzione di mantici e aratri. Ottenne il massimo successo con i supporti metallici per campane e con un nuovo modo di sospendere le campane. I suoi prodotti furono premiati in diverse mostre mondiali. Nel 1867 fabbricò due campane per la Cattedrale di Santo Stefano di Vienna. 
Fu un sostenitore della rivoluzione slovacca del 1848-1849 e cofondatore del quotidiano Slovenské Noviny, voce della Nuova scuola slovacca.